# 埃里叙拉尔比
埃里叙拉尔比（法語：Héry-sur-Alby，法語發音：[eʁi syʁ albi]，意为“阿尔比上方的埃里”）是法国上萨瓦省的一个市镇，位于该省西南部，属于阿讷西区。该市镇总面积为7.33平方公里，2015年时的人口为972人。

## 地名
与通常在法语地名中表示“在……河畔”之意的“sur”不同，该地名Héry-sur-Alby中的“sur”意为“在……上方”，表示名为埃里（Héry）的该地与阿尔比（Alby）的位置关系，并以“阿尔比上方的埃里”之名区分其他的“埃里”，且事实上在该地附近也并无“阿尔比河”存在。

## 交通
上萨瓦省省道D3线和D63线经过埃里叙拉尔比境内，有客运巴士前往省会阿讷西。

## 人口
埃里叙拉尔比人口变化图示